# Leptodesmus jucundus
Leptodesmus jucundus är en mångfotingart som beskrevs av Henri W. Brölemann 1902. Leptodesmus jucundus ingår i släktet Leptodesmus och familjen Chelodesmidae. Inga underarter finns listade i Catalogue of Life.